# غرفة التحكم (فلم)
غرفة التحكم هو فيلم وثائقي صَدر عام 2004 ويحكي عن قناة الجزيرة وعلاقاتها مع القيادة المركزية الأمريكية. يتناول الفيلم أيضًا أخبارًا أخرى كما يتطرق لقضية المنظمات ووكالات الأخبار التي عملت غلى تغطية غزو العراق عام 2003.
ظهرَ في الفيلم الوثائقي عددٌ من الشخصيات العربية والعالمية التي أدلت برأيها حول هذا الموضوع بما في ذلك الملازم جوش روشينق وضابط من القيادة المركزية الأميركية، ديفيد شوستر مراسل هيئة الإذاعة الوطنية فضلا عن توم مينيتر مراسل قناة سي إن إن. في المقابل مثّل قناة الجزيرة سمير خضر وهو من كبار المنتجين في العالم العربي والصحفي السوداني حسن إبراهيم الذين حضر عدة جامعات في الولايات المتحدة وترأس فرع اللغة العربية قي بي بي سي قبل انضمامه لقناة الجزيرة ثم ديما الخطيب الصحفية السورية ومنتجة الأفلام في الجزيرة.

## المواضيع

### دور الجزيرة في المجتمع العربي
حصل فريق عمل فيلم غرفة التحكم على مجموعة من الوثائق تتعلق بشبكة الأخبار القطرية الجزيرة. طوال الفيلم؛ ظهر وزير الدفاع الأمريكي دونالد رامسفيلد في عدد من المؤتمرات الصحفية وهو يشكو من البروباغندا التي تقوم بها الجزيرة ضد الولايات المتحدة. ومن المفارقات في هذا الفيلم الوثائقي تصوير مقطع آخر يُظهر وزير الإعلام العراقي محمد سعيد الصحاف وهو يتهم قناة الجزيرة بالدعاية الأمريكية وممارسة البروباغندا ضد حكومته. عملَ القيلم على إظهار كل وجهات النظر مما تسبب في ظهورها بشكل متباين ومُتناقض في كثير من الأحيان كما في حالة وزير الدفاع الأمريكي ووزير الإعلام العراقي.
في بداية الفيلم؛ يظهر ملازم أمريكي يتحدث عن تحيز الجزيرة ويُبدي ملاحظات حول طريقة عملها وطريقة نقلها للأخبار حيث يُؤكد على أنّ القاة تعملُ على نقل الدبابات الأمريكية والضحايا العراقيين ثم يعود في وقت لاحق ليؤكد على أن وكالات أخرى مثل فوكس نيوز تعملُ على تصوير كلا الطرفين. يظهر في الفيلم أيضًا سمير خضر وهو من كبار المنتجين في الجزيرة. يتناول سمير نقطة مهمة ألا وهي هدف الجزيرة من نسقها التحريري؟ حيث يُؤكد على أن القناة تهدف إلى إحداث هزة قوية في البنية التحتية للمجتمع العربي الذي يُعاني من التخلف الثقافي والتكنولوجي وذلك بسبب التعصب الاجتماعي على الثقافات الأخرى ووجهات النظر المغايرة.

### التحيز
يتناول الفيلم الوثائقي شهادات بعض الشخصيات الأمريكية التي تتهم قناة الجزيرة بالتحيّز. يُخمّن -في لحظة ما- أحدهم ويطرح سؤالا غاية في الأهمية: «لماذا لا تقوم الشبكة بإظهار الصور الوحشية للعساكر العراقيين وهم يحتجزون جنودا أمريكان؟» يرد على هذا السؤال السيد عبد الله شليفر وهو مراسل قناة الجزيرة الفرع الأمريكي حيث يُؤكد على أن مثل هذه الصور غير موجودة تمامًا. يُضيف عبد الله أنه لا يوجد لديه شك في حدوث مثل هذه الفظائع إلا أنه يوضح أن الإشاعات التي تنشرها القيادة المركزية الأمريكية لا يُمكن الوثوق بها كما أن المشاهدين سيشككون في مثل هكذا مواقف. يُظهر الفيلم الوثائقي الملازم روشينق وهو يُؤكد على أن فوكس نيوز تتطرق لوجهتي النظر الأمريكية والعراقية على عكس الجزيرة التي اهتمت بالعراق أكثر.

### السياسة الإعلامية
في محاولة لتصحيح أخطاء الماضي والتي تتمثل بالأساس في «التغطية السيئة للإعلاميين أثناء الحرب» -حسب وزارة الدفاع الأمريكية طبعًا- أقرّ البنتاغون سياسة جديدة يمنع بموجبها بعض وسائل الإعلام على المدى الطويل من الوصول إلى القوات الجوية والبرية والبحرية الأمريكية. اعترفت وزارة الدفاع في وقت لاحق أن تلك السياسة قد تم سنّها بسبب نشاط بعض وسائل الإعلام والتي شكّلت بعض الخطر على الأمن القومي الأمريكي من خلال إدخال الشك لدى الدول الحليفة مما يمكن أن يُؤثر على متانة التحالف. حسب بعض الإحصائيات فإن 775 صحفيا وصحفية قد عملوا على تغطية الحرب على العراق وهذا يعني أنه بموجب السياسة فقد وجب على هؤلاء الصحفيين الإبلاغ عن أي عمل عسكري في العراق كما يتوّجبُ عليهم العيش والسفر ضمن وحدات. تم تقديم السياسة -حسب الفيلم- بشكل رسمي في آذار/مارس 2003 وقد تضمنت التالي:
| «لدينا في نهاية المطاف استراتيجية للنجاح في إحلال السلام والأمن في هذه المنطقة [يقصد الشرق الأوسط] سوف نلتزم على المدى البعيد في إحلال ودعم بعض القيم مثل الديمقراطية. نحن بحاجة إلى معرفة قصة واقعية سواء كانت جيدة أو سيئة - وذلك قبل أن تصل لها وسائل الإعلام التي تعملُ على تضيليها وتشويهها. - فيكتوريا كلارك المتحدث الرسمية باسم البنتاغون حينها» |

### حرية الإعلام
ركّز فيلم غرفة التحكم كذلك على الهجوم «بنيران صديقة» على مقر قناة الجزيرة في بغداد يوم 8 نيسان/أبريل 2003. يُظهر الفيلم لقطات من الهجوم على المقرّ كما يظهر شهادات عددٍ من الجنود الأمريكان الذين أكد معظمهم أنّ الهدف كانَ مجموعة من المسلحين الذين فتحوا النار على قوات التحالف من داخل مبنى الجزيرة فيما رد آخرون على أن هذا السبب واشي وقد تم تعميمه لتبرير الهجوم على وسيلة إعلام حرة. أُحيطت الكثير من الشكوك حول هذا التبرير وما إذا كان مقبولا أم لا. بشكل عام قُتل خلال الهجوم طارق أيوب وهو مراسل لدى القناة في دولة العراق. ظهرت في لقطات الفيلم أيضا أرملة أيوب وهي تلتمس من باقي الصحفيين قول الحقيقة بشأن وفاة زوجها من أجل الأبرياء الذين قتلوا خلال الحرب. في نفس يوم الهجوم على مقر الجزيرة في العراق تم تنفيذ هجمات أخرى على شبكات إعلام دولية مثل الهجوم الذي أسفرَ عن مقتل مصور تلفزيوني تابع لوكالة رويترز. تعرّض كذلك بعض صحفيي سكاي نيوز للمضايقة من القوات الأمريكية، وفي نفس اليوم كذلك تم استهداف مقرات مختلفة لقنوات تلفزية في أبوظبي مما يعني أن القوات الأمريكية «قد» هاجمت جميع وسائل الإعلام الغربية والعربية في يوم واحد لسبب من الأسباب وقد ركّزت على قناة الجزيرة بسبب الشهرة الكبيرة التي حظيت بها على مستوى كل دول العالم. في أعقاب الهجوم انتشرت العديد من الادعاءات وفي الوقت ذاته أكدت الجزيرة زعم على أنها قد أرسلت للبنتاغون تفاصيل موقع موظفيها عن طريق نظام تحديد المواقع كما فعل العديد من شبكات الأخبار الأخرى. في ذلك الوقت أشارت مصادر من بي بي سي أن «البنتاغون لم يتهم للمعلومات التي حصل عليها من قناة الجزيرة وعمل على قصفِ الكل في بغداد». بالنسبة للرأي العربي في هذا الموضوع فإن الأغلبية الساحقة متأكدة من أن الولايات المتحدة قد تصرفت بتلك الطريقة للحيلولة دون الإبلاغ عن جرائم الحرب التي ارتكبتها موظفي أمريكا في حق الشعب العراقي.

## روابط خارجية
- مقالات تستعمل روابط فنية بلا صلة مع ويكي بيانات